# Кутепов, Семён Фёдорович
Семён Фёдорович Куте́пов (19 мая 1896 — июль 1941) — русский советский офицер, в годы Великой Отечественной войны участник обороны Могилёва, командир 388-го стрелкового полка 172-й стрелковой дивизии 61-го стрелкового корпуса, полковник. Один из прототипов собирательного образа комбрига Серпилина в романе К. Симонова «Живые и мёртвые».

## Биография
Родился 19 мая 1896 года в деревне Большие Калмыки ныне Киреевского района Тульской области. Происходил из крестьян Тульской губернии. Фамилия (как и название Киреевского района) татарского, тюркского происхождения. 
Рос и учился в деревенской школе (ныне средняя общеобразовательная школа села Большие Калмыки). В 1915 году окончил коммерческое училище, был призван в Российскую Императорскую армию, окончил Александровское военное училище, воевал в Первую мировую войну на Юго-Западном фронте в чине подпоручика.
В 1917 году добровольцем вступил в Красную Армию, участвовал в Советско-польской войне, борьбе с повстанцами на Украине, командовал взводом и ротой, был ранен. Окончил курсы усовершенствования штабных командиров и с отличием заочный факультет Военной академии имени М. В. Фрунзе. Изучил немецкий язык. Беспартийный.
Четыре года прослужил начальником строевого отдела штаба дивизии, два года командиром батальона, три года начальником штаба полка, четыре года помощником командира полка и два года командиром 388-го стрелкового полка 172-й стрелковой дивизии 61-го стрелкового корпуса. В этой должности встретил Великую Отечественную войну.
388-й стрелковый полк под командованием  Кутепова отличился при обороне Могилёва. 11 июля в бою на Буйничском поле его полк за один день подбил 39 танков противника. 13—14 июля в частях Кутепова находились корреспондент газеты «Известия» писатель К. Симонов и фотокорреспондент той же газеты П. Трошкин, который сфотографировал подбитые на Буйничском поле немецкие танки 20 июля 1941 года в газете «Известия» об этом бое был напечатан очерк Константина Симонова «Горячий день» с фотографиями Павла Трошкина.
По признанию Симонова, встреча с полковником Кутеповым произвела на него огромное впечатление, сам Кутепов запомнился на всю жизнь, и многими его чертами он наделил образ генерала Серпилина в романе «Живые и мёртвые».

## Исчезновение
Пропал без вести при выходе из окружения.

### Версии
По состоянию на 2009 год, судьба С. Ф. Кутепова точно неизвестна:
- по одним данным он погиб вечером 25 июля 1941 года от рук немецких диверсантов,
- вторая версия гласит, что полковник Кутепов был убит в бою при совместном прорыве остатков его 388-го стрелкового полка, 340-го легкого артиллерийского полка и других частей 172-й стрелковой дивизии из окружённого Могилева,
- третья версия говорит о том, что раненый Кутепов в бессознательном состоянии попал в плен к противнику, после чего бежал и воевал в Белоруссии в партизанском отряде, где и погиб в конце декабря 1941 — начале января 1942 года.

## Награды
Указом Президиума Верховного Совета СССР от 10 августа 1941 года за оборонительные бои под Могилевом полковник Кутепов был награждён орденом Красного Знамени.

## Семья
- Жена — Зинаида Андреевна, проживала в Туле[2].
- Сын — В. С. Кутепов, доктор технических наук, профессор Тульского государственного университета[4], почётный гражданин Могилёва.
- Дочь — Татьяна Семеновна Кутепова, проживала в Челябинске.[9]

## Память
- Именем С. Ф. Кутепова названа улица в Могилёве, на доме № 9 установлена мемориальная доска. В 2016 году установлен бюст С. Ф. Кутепову в г. Могилёве.
- В честь защитников Могилёва на Буйничском поле установлен обелиск[10]. Надпись на нём гласит: «Здесь в суровые дни 1941 года беспримерную стойкость проявили бойцы 388 стрелкового полка 172 стрелковой дивизии и ополченцы гор. Могилева, уничтожив только за один день боев 12 июля 1941 года 39 фашистских танков.»[4]
- В Могилёвском краеведческом музее представлена большая экспозиция[4].
- В Музее Славы Могилёвщины представлены экспозиции на тему «Бои на Буйничском поле. Легендарный 388-й стрелковый полк С. Ф. Кутепова» (зал № 8).

Районный Совет ветеранов Великой Отечественной войны и ветеранов труда, педагогические и ученические коллективы МБОУ «Киреевская СОШ № 6» и МБОУ «Большекалмыкская СОШ» ходатайствуют об увековечении памяти С. Ф. Кутепова на территории Киреевского района.

## В искусстве
- Послужил прототипом для одного из героев трилогии Константина Симонова «Живые и Мертвые» комбрига Фёдора Фёдоровича Серпилина.
- Изображён в фильме «Днепровский рубеж» (Беларусь, 2009).

## Оценки и мнения
Писатель К. Симонов:

После того как в землянке проверили наши документы, мы снова вышли на воздух. Сейчас полковник окончательно сменил гнев на милость и стал рассказывать нам о только что закончившемся бое, в котором он со своим полком уничтожил тридцать девять немецких танков. Он рассказывал об этом с мальчишеским задором:
— Вот говорят: танки, танки. А мы их бьём. Да! И будем бить. Это точно. Если пехота решила не уходить и закопалась, то никакие танки с ней ничего не смогут сделать…
…
В те дни я ничего не мог писать, пока не коснулся точки опоры — встретил часть, которая не отступала, а дралась. Тут я впервые увидел, что фашистов действительно бьют. Я увидел — есть люди, которые остановят врага…
…
В моей памяти Кутепов — человек, который, останься он жив там, под Могилевом, был бы способен потом на очень многое.

Немецкая тактика блицкрига предполагала не лобовые атаки на укрепленые позиции, а прорыв на стыке частей противника в глубокий тыл с нарушением коммуникаций и уничтожением штабов. Именно такая тактика позволила вермахту нанести тяжелые поражения РККА в Белостокско-Минском сражении (22 июня — 9 июля 1941 год) и Смоленском сражении (10 июля — 10 сентября). Таким образом, «закапывание в землю» было бессмысленным повторением устаревшей тактики Первой мировой войны и лишь облегчала противнику достижение его целей.